# Galagoides zanzibaricus
Il galagone nano (Galagoides zanzibaricus (Matschie, 1893)) è un primate strepsirrino della famiglia Galagidae.

## Descrizione

### Dimensioni
Misura una trentina di centimetri di lunghezza, per un peso di 150 g.

### Aspetto
Il pelo è soffice e folto, di colore solitamente bruno, con sfumature più chiare nella zona ventrale.

Gli occhi e le orecchie sono molto grandi, le mani sono dotate di dita lunghe e dai polpastrelli allargati per una migliore presa su superfici lisce. Le zampe posteriori sono più lunghe di quelle anteriori

## Biologia
Si tratta di animali notturni, che durante il giorno dormono in cavità dei tronchi d'albero od in nidi d'uccello abbandonati. Sia i maschi che le femmine occupano un territorio di circa 2,2 ettari che non confina con altri territori: la frammentazione della specie è quindi molto elevata e i vari gruppi raramente vengono in contatto fra loro. Occasionalmente le femmine dormono insieme in gruppi di due, mentre i maschi sono sempre solitari.

### Alimentazione
La dieta è costituita da insetti, frutti maturi e gomma: la proporzione fra questi tre cibi varia a seconda della stagione, infatti dopo le piogge i galagoni nani si nutrono soprattutto d'insetti, mentre durante i periodi siccitosi sopravvivono nutrendosi quasi esclusivamente di gomma, predando occasionalmente altri piccoli animali.

### Riproduzione
La stagione riproduttiva va da luglio e marzo: la gestazione dura solo due mesi, al termine dei quali viene dato alla luce solitamente un unico cucciolo, che viene svezzato a un mese d'età ed è pronto a riprodursi a nove mesi se femmina, a un anno se maschio.

I maschi frequentano i territori delle femmine e si accoppiano con tutte quelle presenti nel territorio: in condizioni ottimali, le femmine allevano due cucciolate, una a settembre ed una a marzo.
In cattività, questi animali possono vivere oltre i 12 anni, anche se in natura sono stai registrati casi di individui di 15-16 anni d'età.

## Distribuzione e habitat
Con due sottospecie (G. z. udzungwensis e G. z. zanzibaricus) è diffuso in Tanzania, a Zanzibar, e sull'isola di Mafia.
Preferiscono le aree di foresta pluviale costiera, anche se li si trova anche al di sopra dei 1000 m d'altezza.